# 2019年世界陸上競技選手権大会セントルシア選手団
2019年世界陸上競技選手権大会セントルシア選手団は、2019年9月27日から10月6日までカタールのドーハで開催された第17回世界陸上競技選手権大会のセントルシア選手団。

## 選手団
- 人員: 選手 2人

## 選手名簿・結果
| 選手                   | 種目       | 予選   | 予選 | 決勝     | 決勝     |
| 選手                   | 種目       | 結果   | 順位 | 結果     | 順位     |
| ---------------------- | ---------- | ------ | ---- | -------- | -------- |
| アルバート・レイノルズ | 男子やり投 | 73.91m | 29位 | 予選敗退 | 予選敗退 |
| ラヴァーン・スペンサー | 女子走高跳 | 1.92m  | 13位 | 予選敗退 | 予選敗退 |